# 桑德里戈
桑德里戈（義大利語：Sandrigo），是意大利威尼托大区维琴察省的一个市镇。总面积27平方公里，人口8620人，人口密度319.3人/平方公里（2009年）。国家统计（ISTAT）代码为024091。

## 友好城市
- 挪威勒斯特